# 140-es busz (Pécs)
A pécsi 140-es jelzésű autóbusz a Budai városrész, Diós illetve Pécsbánya városrészt kapcsolja össze a Belvárossal. Korábban 40I jelzéssel közlekedett.

## Útvonala
| Főpályaudvar → Árkád → Búza tér → Gesztenyés | Gesztenyés → Búza tér → Árkád → Főpályaudvar |
| --- | --- |
| Főpályaudvar – Indóház tér – Szabadság út – Rákóczi út – Zsolnay Vilmos út – Lánc utca – Alsóhavi utca – Ady Endre utca – Hársfa út – Rákos Lajos utca – Pécsbányatelepi út – Gesztenyés utca | Gesztenyés utca – Pécsbányatelepi út – Rákos Lajos utca – Hársfa út – Ady Endre utca – Alsóhavi utca – Lánc utca – Zsolnay Vilmos út – Rákóczi út – Szabadság út – Indóház tér – Főpályaudvar |

## Megállóhelyei
| 140 (Főpályaudvar – Árkád – Gesztenyés) |                         |          | | |
| Perc (↓)                                | Megállóhely             | Perc (↑) | Megállóhelyet érintő járatok | Létesítmények |
| 0                                       | Főpályaudvar végállomás | 23       | 3, 3E, 4, 4Y, 6, 6E, 7, 7Y, 8, 13, 13E, 13Y, 14, 14Y, 15, 15A, 20, 30, 31, 32, 32Y, 33, 34, 34Y, 35, 35Y, 36, 37, 38, 38Y, 39, 40, 41, 41E, 41Y, 42, 42Y, 43, 44, 46, 47, 73, 73Y, 104, 104A, 104E, 104Y, 130, 130A, 140 · Helyközi autóbuszok · Főpályaudvar | Vasútállomás, MÁV Területi Igazgatósága, Autóbusz-állomás                                                           |
| 3                                       | Zsolnay-szobor          | 21       | 2, 2A, 2E, 3, 3E, 6, 6E, 7, 7Y, 8, 13Y, 14, 14Y, 22, 23, 23Y, 24, 25, 26, 26A, 27, 27Y, 28, 28A, 28Y, 29, 30, 31, 32, 32Y, 34, 34Y, 35, 35Y, 36, 37, 38, 38Y, 39, 40, 44, 46, 47, 73, 73Y, 102, 102Y, 103, 107E, 109E, 130, 140                               | Postapalota, OTP, ÁNTSZ, Megyei Bíróság, Zsolnay-szobor                                                             |
| 5                                       | Árkád                   | 18       | 2, 2A, 2E, 3, 3E, 4, 4Y, 6, 6E, 7, 7Y, 8, 13, 13E, 13Y, 14, 14Y, 15, 15A, 22, 23, 23Y, 24, 25, 26, 26A, 27, 27Y, 28, 28A, 28Y, 29, 30, 33, 38, 38Y, 39, 40, 60, 60Y, 73, 73Y, 102, 102Y, 103, 104, 104A, 104E, 104Y, 107E, 109E, 130, 130A, 140               | Árkád, Konzum áruház, Anyakönyvi Önkormányzat, APEH, Skála, Kossuth tér                                             |
| 6                                       | Rákóczi út              | ∫        | 20, 21, 21A, 22, 23, 23Y, 24, 25, 26, 27, 27Y, 28, 28Y, 29, 33, 38, 38Y, 39, 40, 44, 60, 60A, 60Y, 121, 140 | |
| 7                                       | Búza tér                | 15       | 25, 26, 27, 27Y, 28, 28A, 28Y, 29, 30Y, 33, 38, 38Y, 39, 40, 44, 121, 140 | Egyetemi kollégium, I. sz. Rendelőintézet, EKF kulturális negyed, Dél-dunántúli Regionális Könyvtár és Tudásközpont |
| 8                                       | Ágoston tér             | 14       | 28, 28A, 28Y, 29, 30Y, 33, 38, 38Y, 39, 44, 140 | |
| 10                                      | Sándor utca             | 13       | 28, 28A, 28Y, 29, 38, 38Y, 39, 140 | |
| 11                                      | Hajnal utca             | 12       | 28, 28A, 28Y, 38, 38Y, 140 | |
| 12                                      | Bártfa utca             | 11       | 28, 28A, 28Y, 38, 38Y, 140 | |
| 13                                      | Jánoskút                | 10       | 28, 28A, 28Y, 38, 38Y, 140 | |
| 14                                      | Bittner Alajos út       | 9        | 26, 27, 27Y, 28, 28A, 28Y, 38, 38Y, 40, 140 | |
| 15                                      | Nagymeszes              | 8        | 26, 27, 27Y, 40, 140 | |
| 16                                      | Háromhíd                | 7        | 26, 27, 27Y, 40, 140 | |
| 17                                      | Malom                   | 6        | 26, 27, 27Y, 40, 140 | |
| 18                                      | Selmecz utca            | 5        | 26, 27, 27Y, 40, 140 | |
| 19                                      | Széchenyi-akna          | 4        | 4, 26, 27, 27Y, 40, 140 | Széchenyi István-akna                                                                                               |
| 20                                      | Kórház                  | 3        | 4, 26, 27, 27Y, 40, 140 | |
| 22                                      | Bazsó                   | 2        | 4, 26, 27, 27Y, 40, 140 | |
| 23                                      | Ezeréves                | 1        | 4, 26, 27, 27Y, 40, 140 | |
| 24                                      | Gesztenyés végállomás   | 0        | 4, 26, 27, 27Y, 40, 140 | |